# الهامر سمی-بایپلین
الهامر سمی-بایپلین (به انگلیسی: Ellehammer_semi-biplane) یک هواگرد ملخ‌پیشین تک‌موتوره از نوع اثبات‌گر فناوری ساخت شرکت Jacob Ellehammer است. هواگرد الهامر سمی-بایپلین نخستین پروازش را در ۱۲ سپتامبر ۱۹۰۶ میلادی انجام داد. در مجموع، تعداد ۱ فروند از این هواگرد ساخته شده‌است.
طراح این هواگرد، Jacob Ellehammer بود.